# Real basílica de Nuestra Señora de Atocha
La Real Basílica de Nuestra Señora de Atocha se encuentra en la ciudad de Madrid, España, en la avenida de la Ciudad de Barcelona, número 1.
Es una de las siete basílicas que existen en Madrid, junto con la Real Basílica Colegiata de San Isidro, la Basílica de Jesús de Medinaceli, la de San Francisco el Grande, la Basílica Pontificia de San Miguel, la Basílica Hispanoamericana de Nuestra Señora de la Merced, y la Basílica de la Milagrosa.
Está situada sobre el antiguo convento de la Orden de Predicadores de Nuestra Señora de Atocha, que albergaba a su vez la primitiva ermita-santuario que daba culto a la Virgen de Atocha. En la actualidad, además de basílica, es parroquia con el título de Nuestra Señora de Atocha desde 1965 y convento de los dominicos, que gestionan también un colegio anejo que construyó Patrimonio Nacional en 1963.
La Virgen de Atocha es considerada tradicionalmente la patrona de la realeza española, por lo que durante su historia ha estado muy unida a los acontecimientos de la monarquía.

## Historia de la basílica

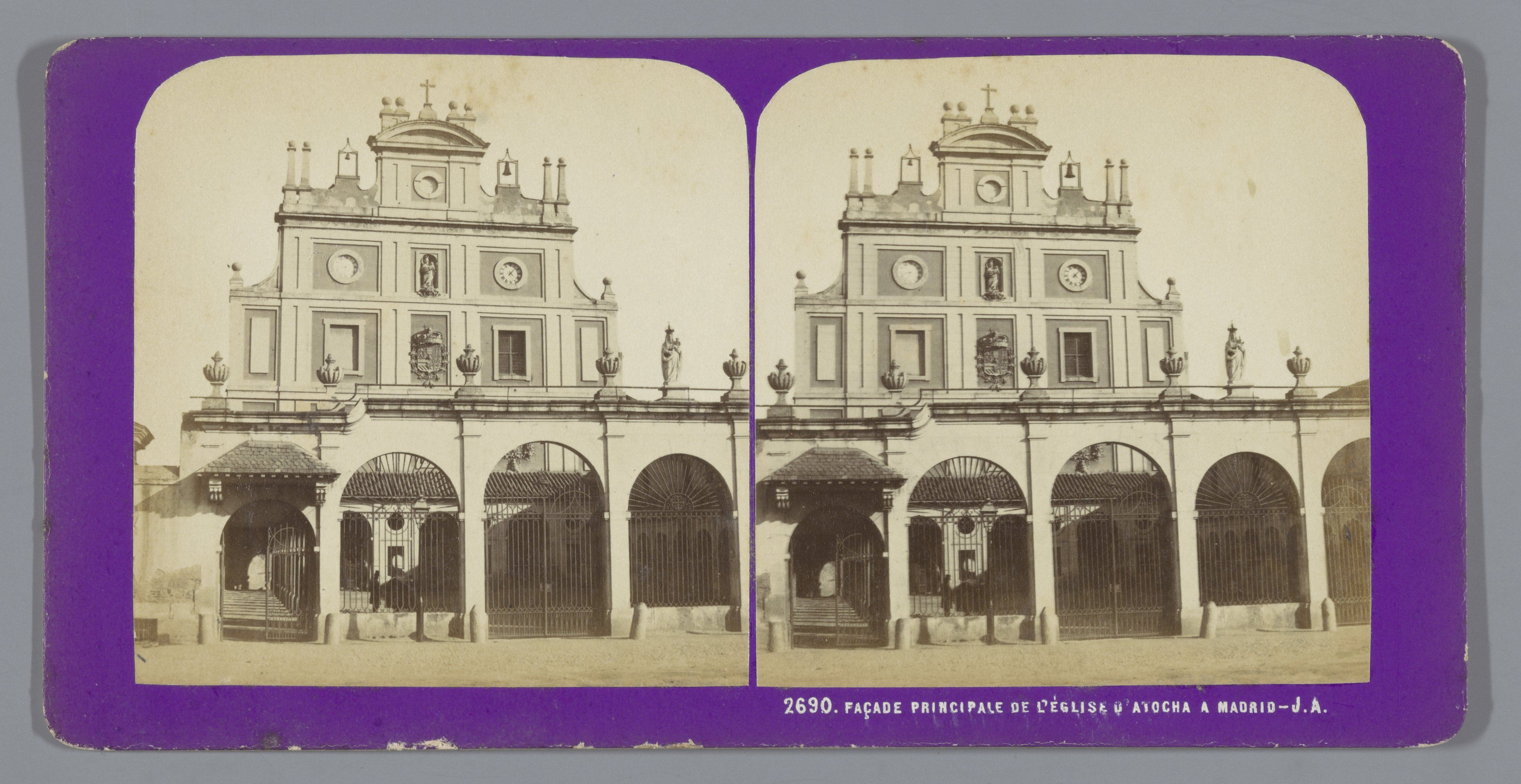
Vista de la antigua Real Basílica de Nuestra Señora de Atocha antes de su destrucción (20 de julio de 1936) y sustitución por un nuevo templo.

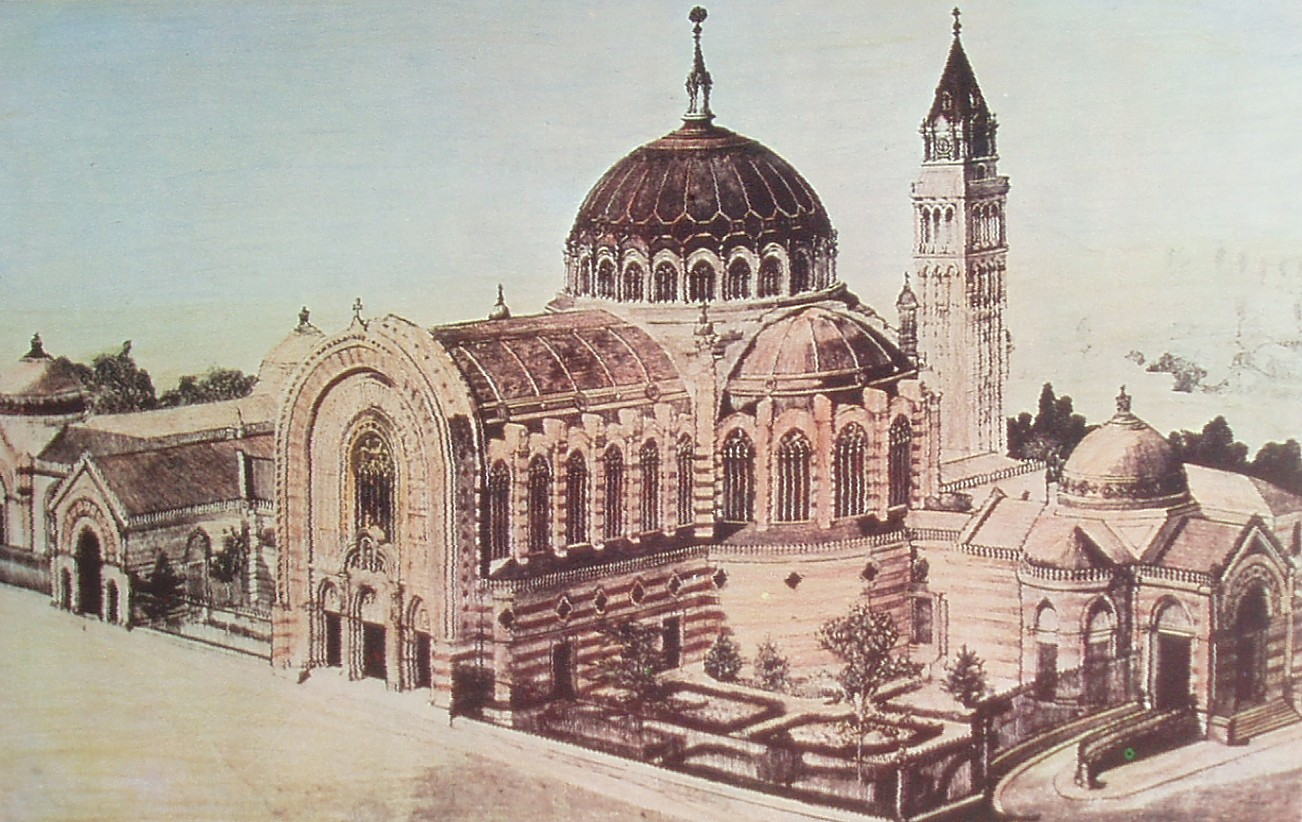
Proyecto original de Fernando Arbós y Tremanti para la Real Basílica de Atocha, el campanil y el Panteón de Hombres Ilustres.

Los primeros documentos conservados titulan la imagen de la Virgen de Atocha como Nuestra Señora de Antioquía, y así la nombra el 16 de abril de 1148 el Papa Eugenio III, y también se cita con este nombre en algunas escrituras de la abadía de Santa Leocadia de Toledo.
La referencia a la Virgen de Atocha difundida por Lope de Vega la podemos encontrar en El Isidro, publicado en 1599, en donde aparece la leyenda por primera vez, puesta en boca de un monje que relata al futuro santo el origen de la imagen y el suceso de Gracián Ramírez. Según la leyenda, el origen de la virgen se remonta al siglo VII, basándose en la existencia de una carta de la Catedral de Toledo en donde San Ildefonso hacía alusión a la misma situándola en la vega de Madrid, extramuros, afirmando su devoción a la imagen.
La leyenda de Álvarez de Baena dice que por los años 720 se llevó a cabo una hazaña guerrera por el caballero madrileño don Gracián Ramírez, que algunos autores llamaban Alcalde y que era especialmente devoto de la Virgen de Atocha en su santuario, que fue respetado por establecerse en las capitulaciones de Madrid. Al desaparecer un día la imagen, empezaron a buscarla hasta que la encontraron escondida entre la hierba tocha. Entonces, con ayuda de otros vecinos decidieron reedificar la ermita con mejores materiales. Los moros creyeron que estaban construyendo en su lugar un fuerte y quisieron acabar de una vez por todas con aquellos cristianos.

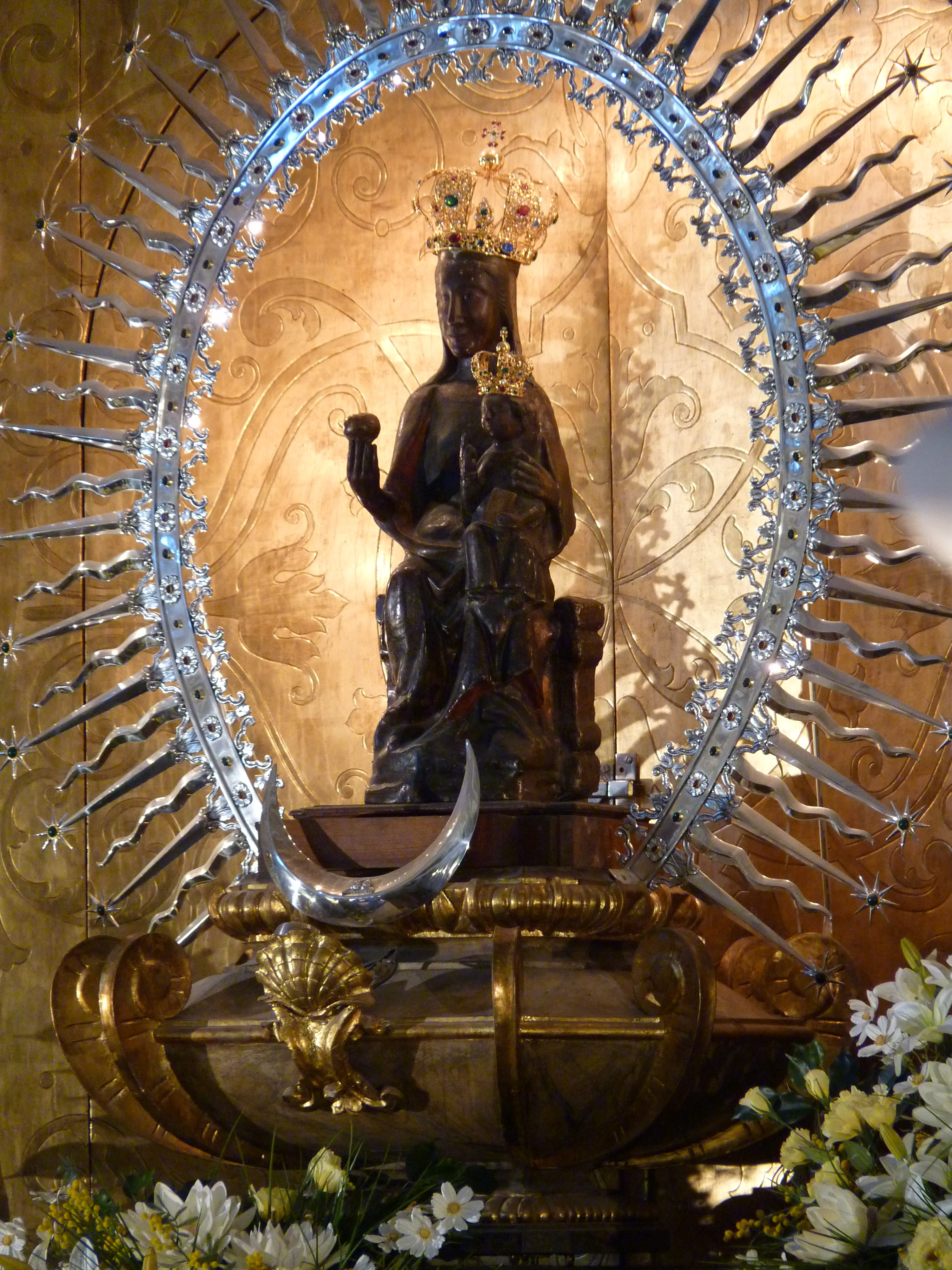
Nuestra Señora de Atocha, en el altar mayor de la Basílica.

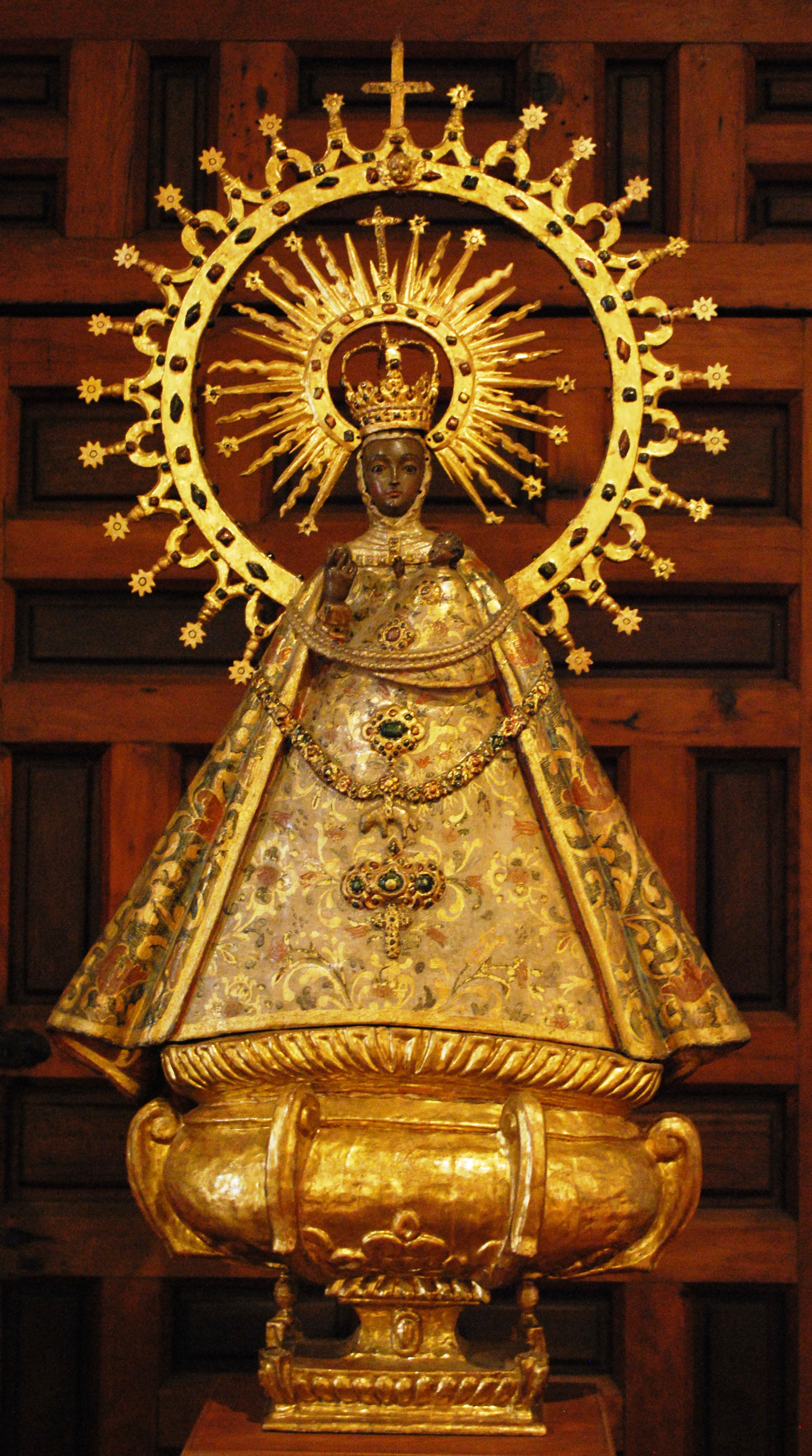
Imagen de la Virgen vestida.

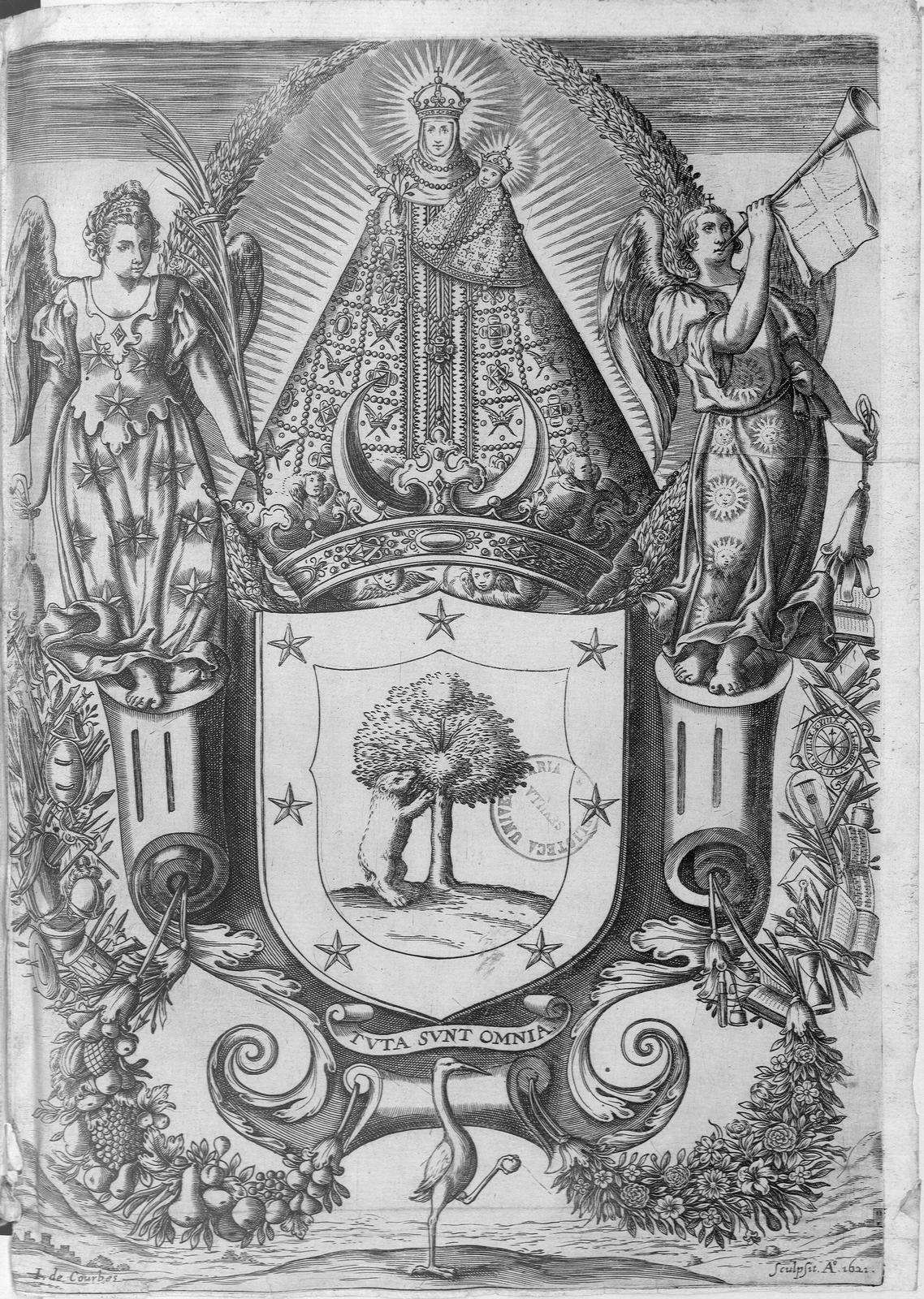
Virgen de Atocha sobre el escudo de la Villa, grabado de la obra Teatro de las grandezas de la villa de Madrid,.

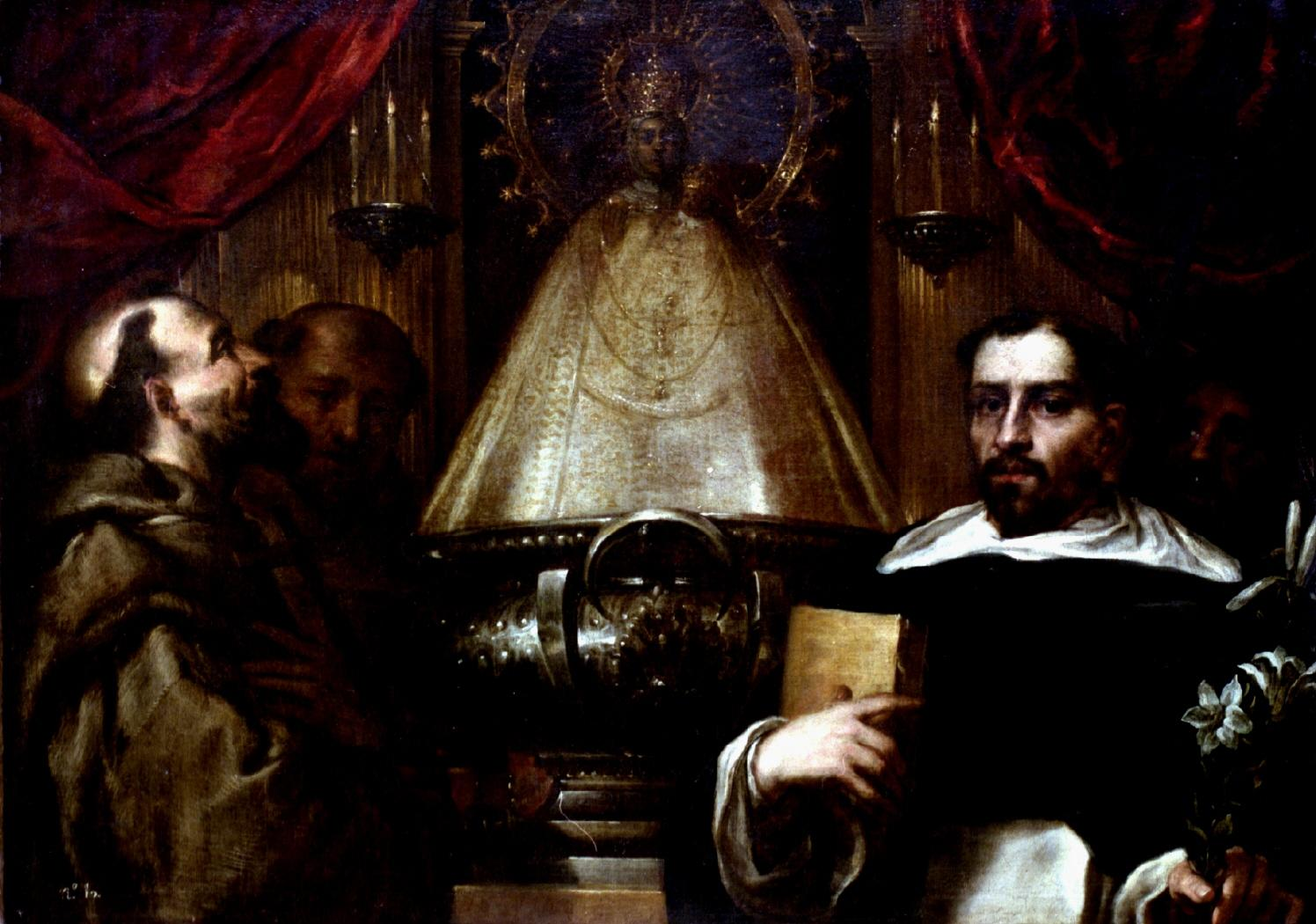
Andrés Smidt: Santo Domingo y san Francisco ante la Virgen de Atocha. Museo Lázaro Galdiano.

Al ver que tenía que luchar en inferioridad de condiciones y temiendo por los ultrajes que pudieran hacer a su mujer e hijas, y ante sus ruegos, las decapitó, llevando sus cuerpos a la ermita. A partir de esos momentos lucharon con tal denuedo que vencieron al enemigo, volviendo entonces a dar gracias a la Virgen por la victoria, pero cuál fue su sorpresa cuando se encontró a su mujer e hijas vivas por milagro de Nuestra Señora de Atocha. Esta leyenda, originada por Lope de Vega, como hemos señalado anteriormente, fue posteriormente recordada por Rojas Zorrilla y Hartzenbusch.
No hay otra mención escrita hasta el siglo XI en donde se dice de la existencia de una diminuta capilla. Es a partir de 1083 cuando el templo empezará a crecer y a enriquecerse al ser conquistada Madrid por el rey Alfonso VI de León. En el Fuero de Madrid se afirma que con las posesiones que se tenían se podían atender el sustento de varios capellanes encargados del culto en el prado de Tocha.
En el año 1150, se tiene constancia de la ermita de Atocha a través de don Juan, arzobispo de Toledo de donde dependía eclesiásticamente. Se nombran canónigos para la iglesia de santa Leocadia, anexionando varias propiedades a la misma, entre ellas, la iglesia de Santa María de Atocha, que ante la cada vez mayor presencia de fieles obliga a construir un templo mayor, pero sin tocar para nada la ermita.
No es hasta el siglo XVI y ante el estado ruinoso de la ermita cuando fray Juan Hurtado de Mendoza, confesor de Carlos V, decide reformarla para convertirla en una gran iglesia y aprovecha para reconvertir también las casas de los canónigos de Santa Leocadia de Toledo en un convento de dominicos, que serán los encargados del Santuario, según concesión del papa Adriano VI de 11 de julio de 1523.
Felipe II tenía gran devoción por la Virgen de Atocha y la llamaba Patrona de Madrid y también de todos los Reinos. Cuando iba a combatir, visitaba previamente el santuario, lo mismo que cuando venía de ganar una batalla en señal de agradecimiento. Dicen las crónicas que al tener noticias en Madrid de que el rey estaba enfermo en Extremadura debido a una epidemia de catarro, temiendo por su vida, se decidió sacar a la Virgen en procesión el 25 de marzo de 1580, obteniendo el rey una gran mejoría. Felipe II mandó edificar la capilla mayor.
Felipe III puso bajo su patronato real la iglesia y convento de Atocha, por cédula de 10 de noviembre de 1602.
Felipe IV, gran devoto de la Virgen, proclamó protectora de la Familia Real y de la Monarquía española a Nuestra Señora de Atocha en 1643. Durante su reinado, el 14 de agosto de 1652, se quemó la iglesia primitiva, por lo que ordenó restaurarla por completo. Su sucesor Carlos II encomendó la decoración pictórica del interior a Lucas Jordán.
Durante el reinado de la Casa de Borbón se continuaron las donaciones y mejoras del complejo, hasta llegar la noche del 5 de diciembre de 1808 en que entraron las tropas francesas, expulsando a los religiosos y convirtiéndolo en cuartel, produciéndose robos y destrucciones de innumerables obras de arte.
Una vez pasada la invasión francesa, los dominicos vuelven al convento hasta que se produce su exclaustración en 1834, lo que provocó grandes daños a la iglesia, convirtiéndose el convento en cuartel de inválidos y la iglesia en parroquia castrense. El 12 de noviembre de 1863, el papa Pío IX la convierte en basílica menor, siendo la primera de este rango en la ciudad de Madrid.
En 1888, la reina regente María Cristina, viuda de Alfonso XII, al ver el estado en que se encontraban los edificios mandó el derribo de los mismos y ordenó la construcción de otro complejo en donde se incluiría, adosado al templo, un Panteón de Hombres Ilustres. El concurso público lo ganó el arquitecto Fernando Arbós y Tremanti, proyectando una basílica en estilo neobizantino, con un campanile exento y un panteón inspirado en el Camposanto de Pisa. Las obras comenzaron en 1891, pero por problemas económicos sólo se llevó a cabo el campanile y el panteón.
No fue hasta 1924 en que los dominicos, ante la total paralización de las obras, pidieron al rey Alfonso XIII que les facilitase medios para restaurar el convento y la iglesia. Les cedió entonces la propiedad y nuevos terrenos y los frailes prosiguieron las obras por su cuenta, pero sin seguir el proyecto inicial de Fernando Arbós y Tremanti, sino que recurrieron al arquitecto Emilio Antón Hernández.
El 20 de julio de 1936, durante la Guerra Civil, convento e iglesia fueron incendiados, perdiéndose todas las obras de arte excepto la imagen de la Virgen de Atocha que se había ocultado previamente.
Entre 1946 y 1951 se llevó a cabo la reconstrucción de la iglesia, aprovechando los muros existentes, por la Dirección General de Regiones Devastadas, según proyecto de Francisco Bellosillo García que incorporaba partes del proyecto de Diego Méndez, inaugurándose la nueva iglesia en la Navidad de ese último año. Es de líneas escurialenses, construida en ladrillo y tiene unas medidas de 52 x 34 metros en la base y una altura de la nave central que alcanza los 13,25 metros. Las vidrieras recuerdan al estilo románico y representan los misterios del Rosario.

## Imagen de la Virgen
La imagen de Nuestra Señora de Atocha es una escultura de pequeño tamaño, en madera sin policromar, de estilo tardorrománico, pudiéndose fechar entre los siglos XIII-XIV. Representa a María sedente en un trono bajo, con el Niño sobre la rodilla izquierda y una manzana en la diestra. La figura de Jesús bendice a la vez que sostiene un libro.
A lo largo de la historia, la devoción y agradecimiento de las gentes, hicieron que la imagen se enriqueciera con joyas y diversos ornamentos, variando su fisonomía; así, en pinturas y fotografías antiguas se ve a la imagen con rostrillo, coronas metálicas, mantos y mucha mayor altura, como si fuese una imagen de vestir.
La reina Isabel II atribuyó el haber salido ilesa de un atentado llevado a cabo por el cura Merino contra su vida a un milagro de la Virgen, y regaló a la imagen dos coronas cuajadas de brillantes y topacios, con un rostrillo a juego, junto con el manto real de terciopelo y armiño bordado en oro. Estas joyas se custodian habitualmente en el Palacio Real de Madrid y se exhiben excepcionalmente en grandes ocasiones.

## Otras imágenes de la Basílica
En la basílica también se encuentra una talla del Santo Niño de Atocha. Está situada en la parte posterior izquierda de la basílica según se mira hacia el altar mayor.
También una talla de Santo Domingo de Guzmán,  presbítero castellano y santo católico, fundador de la Orden de Predicadores, más conocidos como dominicos, está situada en una pared a la derecha del altar mayor, en la nave lateral.
En una sala auxiliar que sirve de conexión entre la parte posterior derecha de la basílica con el pasillo del claustro se encuentran dos tallas masː una es un Cristo crucificado de gran tamaño y a su izquierda una talla de menores proporciones de San Martín de Porres.

## Algunos acontecimientos
Es uno de los lugares más históricos de la ciudad de Madrid, según diferentes leyendas y tradiciones. Ha sido lugar de paso y de veneración por la mayoría de los reyes de España y diferentes personajes históricos como fray Bartolomé de las Casas, que residió en el convento dominico y fue enterrado en el mismo.
El rey Felipe V bautizó en la iglesia de Nuestra Señora de Atocha a su primogénito, el futuro Luis I en 1707.
En la Basílica tuvieron lugar matrimonios regios como el de Alfonso XII con su prima María de las Mercedes de Orleans, el 23 de enero de 1878 o el posterior matrimonio del rey viudo, el 29 de noviembre de 1879 en segundas nupcias con María Cristina de Habsburgo-Lorena.
Asimismo, el día del matrimonio del príncipe Felipe de Borbón y Grecia con Letizia Ortiz, el 22 de mayo de 2004, los recién casados acudieron a la Basílica desde la catedral de la Almudena, donde tuvo lugar la ceremonia, para depositar el ramo de novia ante la Virgen de Atocha.
Existe una tradición en la Familia Real española de que las reinas y princesas de Asturias acudan a la Basílica a presentar a los príncipes e infantes ante la Virgen, unos cuarenta días después del parto. Este rito fue realizado por la reina regente María Cristina de Habsburgo-Lorena para presentar a su hijo Alfonso XIII cuando tenía 45 días y también por el rey Juan Carlos I y Sofía de Grecia para sus hijos Felipe, Elena y Cristina; lo mismo que el príncipe Felipe y la princesa Letizia lo hicieron con sus hijas, Leonor y Sofía.

## Ubicación y transporte
Pertenece al distrito de Retiro dentro del barrio de Pacífico.
A la basílica se accede por la Avenida de la Ciudad de Barcelona, número 3. Se puede llegar por los siguientes medios de transporte:
- Autobús. 10 14 26 32 C1 (parada en el paseo de la Reina Cristina, número 4) y 24 37 54 57 y 141 (parada en la Avenida de la Ciudad de Barcelona, número 6).
- Metro: estación de Atocha Renfe (salida Alfonso XII) y estación de Menéndez Pelayo (salida Gutenberg), de la línea 1.
- Cercanías. Estación Atocha.